# Заезд (Черниговская область)
Зае́зд (укр. Заїзд) — село в Прилукском районе Черниговской области Украины. Население — 1070 человек. Занимает площадь 3,596 км².
Код КОАТУУ: 7424183101. Почтовый индекс: 17543. Телефонный код: +380 4637.

## Власть
Орган местного самоуправления — Заездский сельский совет. Почтовый адрес: 17543, Черниговская обл., Прилукский р-н, с. Заезд, ул. Николаевская, 40.

## География
Расстояние до районного центра:Прилуки : (7 км.), Расстояние до областного центра:Чернигов ( 119 км. ), Расстояние до столицы:Киев ( 129 км. ), Ближайшие населенные пункты: Пироговцы 3 км, Стрельники, Сухополова и Толкачовка 4 км

## История
Первое упоминание о Заезде в документах относится к 1629 г. В 1905 г. здесь состоялись стачки работавших в имении барона Бистрома, которые были подавлены карательным отрядом, прибывшим из Прилук.
1. ↑  Заезд на сайте Верховной рады Украины.  (укр.)
2. ↑  Заездовский сельский совет (сельсовет) - Черниговская область. rada.info. Дата обращения: 8 января 2022. Архивировано 8 января 2022 года.
3. ↑  [www.komandirovka.ru/cities/racea/ Село Заезд Прилукского района Черниговской области]. www.komandirovka.ru. Дата обращения: 8 января 2022.
4. ↑  Заезд, Прилукский район, Черниговская область » История городов и сел Украинской ССР. Дата обращения: 8 января 2022.